# Sea Cat
Il Sea Cat (gatto marino) era un missile terra-aria a corto raggio di fabbricazione britannica nato per sostituire il diffuso cannone Bofors 40 mm a bordo delle navi da guerra di ogni tipo e grandezza. È stato il primo sistema missilistico operativo al mondo per la difesa di punto e fu progettato in modo da far sì che la sua installazione al posto del cannone avvenisse con minime modifiche ai sistemi di controllo del fuoco della nave. Ne fu realizzata anche una versione terrestre nota come Tigercat

## Sviluppo e tecnica
Nato nei tardi anni cinquanta per sostituire i pesanti impianti di artiglieria, economizzando sui pesi in alto delle navi di scorta già costrette ad installare numerose antenne radar, il missile venne sviluppato dalla Short Brothers, con i lanci a terra nel 1960 e l'impiego su di una nave sperimentale, la Decoy, l'anno dopo. Il missile venne sottoposto ad una lunga serie di prove di fuoco, prima che alla fine venisse messo in servizio come GWS Mk 20 (Guided Weapon System, sistema d'arma guidato, modello 20).
Il Seacat era complessivamente somigliante al missile anticarro Malkara, anche in termini di pesi e dimensioni. La differenza era essenzialmente la guida radio e la testata specifica per un'arma contraerea. Tale somiglianza non era casuale, perché il prototipo del Sea Cat era il Green Light, sviluppo del missile australiano.
Compatto e relativamente leggero, aveva un motore a doppia spinta accelerazione/sostentamento, un sistema di guida radiocomandato su linea di mira, un set di 4 pinne anteriori fisse, a forma di sciabola e non retrattili, e uno di 4 alette cruciformi mobili, con all'estremità dei piccoli bengala. Questi venivano usati per seguire il volo del missile, correggendolo con opportuni comandi radio.
Il missile, quindi, una volta accelerato dalla rampa di lancio nella prima fase della spinta, diventava controllabile e poi guidato verso il bersaglio dalla nave, con l'esplosione finale della testata che poteva essere sia a contatto che con spoletta di prossimità.
I sistemi di comando radio erano originariamente idonei solo al tiro diurno, perché l'arma era davvero molto semplice e studiata per essere lanciabile da qualunque mezzo navale. Il controllo originariamente veniva fatto manualmente con un joystick, da parte dell'operatore che acquisiva visivamente il missile. In seguito i modelli Mk 21 e Mk 22 hanno aggiunto la capacità di tiro notturno, con i missili guidati verso il bersaglio grazie ad un radar di tiro, prima un modello americano prodotto in UK, poi un tipo nazionale. Quest'ultimo modello, il Mk 22, aveva per la prima volta la molto richiesta capacità di fuoco automatico, comunque con modalità via via degradabili fino al basilare apparato di guida ottico-manuale. L'ultimo modello con un radar RTN-10X era designato Mk 24.
L'economicità dell'arma la rese assai appetibile, sia nella versione con lanciatore trinato terrestre, il Tigercat, che con lanciatori quadrupli navali e almeno 16 Paesi hanno nel tempo acquistato il sistema d'arma, come Libia, Brasile e Cile, spesso con navi inglesi nuove o di seconda mano.

## Servizio
Tra i clienti che hanno valutato il missile, all'inizio degli anni sessanta vi era l'US Navy, per il suo sistema d'arma contraereo di nuova generazione, che in origine avrebbe dovuto essere il Sea Mauler, poi abbandonato per i costi e i ritardi eccessivi.
La competizione ebbe luogo essenzialmente tra il Sea Cat e il Sea Sparrow, versione navalizzata del missile aria-aria. Un successo inglese per la flotta USA sarebbe stato prestigioso e rimarchevole, né impossibile visto che all'epoca gli inglesi ebbero molti successi in territorio statunitense, come nel caso del nuovo cannone per carri L7, o del bombardiere B-57 Canberra.
Il Sea Cat risultò molto più leggero (68 kg vs 190), economico, manovrabile (bisogna considerare che entrambi i tipi di missile dovevano essere ricaricati a mano, con un carrello porta-ordigni) a terra, oltre che con caratteristiche d'ingaggio migliori per le distanze e le quote più ridotte, ma il Sea Sparrow era un'arma ampiamente supersonica, che gli rendeva possibile ingaggiare bersagli ad alte prestazioni, aveva una gittata molto superiore e una quota operativa che gli consentiva di competere con armi a medio raggio come il Tartar. La guida semiattiva consentiva prestazioni ognitempo e la testata da 29 kg era molto più convincente di quella classe Sidewinder del missile inglese.
Alla fine il Sea Sparrow, malgrado le sue limitazioni, come quella di non poter ingaggiare bersagli al traverso (puntanti cioè su qualche altra nave) ebbe la meglio e con il suo voluminoso lanciatore ottuplo totalmente chiuso da circa 6 tonnellate entrò in servizio in numerose classi di navi USA. In seguito si sarebbe diffuso ed evoluto in maniera considerevole, dando origine al NATO Sea Sparrow, maggiormente automatizzato e anche alla versione italiana Albatross/Aspide.
IL Sea Cat nel frattempo si diffondeva nelle navi della RN inglese, con 1 o 2 lanciatori per le fregate come le Classe Type 21 Amazon e le Type 12 Leander, oltre che per le navi da sbarco Classe Fearless, che avevano ben 4 lanciatori e 16 missili pronti al tiro. Le scorte in genere erano sufficienti per almeno 2 altre ricariche, ma il normale per una nave dotata di 1 lanciamissili era di 16-20 armi in tutto. Le Niteroi brasiliane arrivavano invece ad avere 60 missili per i due lanciatori.
Il sistema ebbe il suo esordio operativo in occasione della Guerra delle Falklands. Mentre gli argentini schieravano i lanciamissili trinati terrestri Tigercat, gli inglesi avevano navi quali 6 (poi 7) delle 8 Type 21 (1 lanciamissili), diverse Type 12 (1 o 2 lanciamissili), le navi Fearless e Intrepid (4 lanciamissili). Accanto al lanciamissili era in genere presente una sofisticata centralina di lancio con il radar, una telecamera e un sistema ottico aggiuntivo per la guida dei missili in situazioni di emergenza. Le Fearless non avevano sistemi del genere, ma solo apparati a guida ottica Mk 20.
Tutte queste armi ebbero necessità di essere impiegate. Le Fearless, pesantemente difese dalle navi di scorta, riuscirono a evitare tutti gli attacchi aerei, nonostante avessero solo 2 cannoni da 40mm e varie armi leggere, oltre ai loro 4 lanciamissili, ma le navi di scorta non ebbero possibilità di difendersi in maniera coordinata e efficace, esposte nei settori esterni delle formazioni navali. Il 21 maggio affondò in fiamme la Type 21 Ardent, che sparò invano 5 missili e 190 colpi di cannone (oltre a centinaia di mitragliere leggere). Due giorni dopo fu la volta della gemella Antelope, poi l'8 giugno fu gravemente danneggiata la Type 12 Yarmouth.
In generale, i Sea Cat, benché lanciati a decine, non colsero grandi successi. Si stimano oltre 80 lanci, con un solo successo definitivamente confermabile (PK=1,12%). L'ingaggio di missili antinave come gli Exocet non fu mai nemmeno seriamente preso in considerazione. Altri missili vennero persi nell'affondamento delle navi che li portavano. I Tigercat vennero usati dagli argentini senza alcun successo e molti vennero catturati dai britannici a guerra finita.
Anche la Marina Argentina usava il Sea Cat, imbarcandoli sull'ARA General Belgrano, affondarono assieme alla nave all'inizio del conflitto.
Durante la guerra delle Falklands debuttò anche il Sea Wolf, il suo successore. Esso era simile quanto a principio di guida e gittata, ma molto più veloce e manovrabile, nonché preciso (è risultato capace di ingaggiare missili antinave e addirittura proiettili di artiglieria), con un lanciamissili sestuplo. Il Sea Wolf è risultato anche molto più ingombrante e costoso e il progetto di trasformare i lanciamissili Sea Cat in Sea Wolf non si è concretizzato.
Il Sea Cat, decisamente obsoleto e dall'efficacia in termini assoluti molto opinabile ha rappresentato una soluzione imperfetta alla necessità di disporre di un sistema di difesa antiaereo navale ravvicinato. Prodotto a migliaia di esemplari, è stato sostituito con armamenti più moderni. Alcune Type 12 sono state equipaggiate con un lanciamissili Sea Wolf (almeno 1 impiegata già nel 1982), mentre le 6 Type 21 superstiti, cedute al Pakistan hanno avuto il Sea Cat sostituito da un cannone da 20 mm Phalanx, migliore per l'ingaggio di missili antinave.